# Norbert Neininger
Norbert Rudolf Neininger (* 17. Juni 1950; † 30. Mai 2015) war ein Schweizer Journalist und Verleger.

## Leben
Nach Matura und mathematischen Studien besuchte Norbert Neininger die Ringier-Journalistenschule und wurde anschliessend Redaktor bei den Schaffhauser Nachrichten. Ab 1983 baute er Radio Munot auf.
Bis zu seinem Tod 2015 war er Chefredaktor der Schaffhauser Nachrichten, Präsident des Verwaltungsrates und Unternehmensleiter der Meier + Cie AG Schaffhausen, Verwaltungsratspräsident der Radio Munot Betriebs AG und VR-Delegierter der Schaffhauser Fernsehen AG. Weiter war er Präsident der Verwaltungsräte der Jagd&Natur Medien AG, der Klettgauer Zeitung AG, der Nüssli Immobilien AG, der Schazo AG, der Sobag Schaffhausen Online Betriebs AG, der News1 AG, der Online Consulting AG, der Online Holding AG und Mitglied des Verwaltungsrates der Lokalinfo AG sowie einziges Mitglied des Verwaltungsrates der Verlag Schaffhauser Magazin AG.
Neininger war zudem Mitglied des Stiftungsrates der Carl Oechslin Stiftung, welche die Meier + Cie AG besitzt, und Präsident des Stiftungsrates der Stiftung Hilfe für Armenien, der Personalvorsorgestiftung sowie des Vorsorge-Finanzierungsfonds der Meier + Cie AG Schaffhausen.
Norbert Neininger war seit 2001 Präsidiumsmitglied des Verbandes Schweizer Presse. In dieser Funktion und als Verleger in eigener Sache forderte er ein weites Leistungsschutzrecht für Verlage.

## Publikationen
- Fredy Greuter, Norbert Neininger (Hrsg.): Medien und Öffentlichkeit. Zwischen Symbiose und Ablehnung. Herausgegeben vom Verband Schweizer Medien. NZZ Libro, Zürich 2014, ISBN 978-3-03823-889-8.

## Auszeichnungen
- 2013: Verleger des Jahres. Verliehen vom Branchenmagazin Schweizer Journalist.[3]